# Chrysler LHS
La LHS è un'autovettura full-size prodotta dalla Chrysler dal 1993 al 2001.

## La prima serie (1993-1997)
La prima serie della LHS fu basata sull'omonimo pianale del gruppo Chrysler. Era strettamente legata alla Chrysler Concorde, alla Chrysler New Yorker, alla Dodge Intrepid ed alla Eagle Vision. Il modello era caratterizzato da un abitacolo spazioso, da un corto cofano e da un passo relativamente lungo. Venne prodotta in Canada e fu il modello di punta della Chrysler. Il modello era equipaggiato da un V6 da 3,5 L di cilindrata e da un cambio automatico a quattro marce. Nel 1995 la cambiata di quest'ultimo fu resa più morbida. Di questa serie ne furono prodotti 146.000 esemplari. 

## La seconda serie (1998-2001)
Dopo un anno di assenza la LHS tornò sui mercati nel 1998. La linea fu arrotondata ed il corpo vettura venne allungato. Tale serie era collegata alla Chrysler 300M. Era dotata di un motore V6 da 3,5 L e 265 CV. Il cambio era automatico a quattro rapporti.